# North American Bus Industries
North American Bus Industries, Inc. – amerykańskie przedsiębiorstwo branży motoryzacyjnej zajmujące się produkcją autobusów sprzedawanych pod marką NABI. Siedziba przedsiębiorstwa mieści się w Anniston, w stanie Alabama.
Przedsiębiorstwo powstało w 1992 roku pod nazwą American Ikarus, jako wspólne przedsięwzięcie spółek First Hungary Fund oraz Ikarus. Węgierski producent autobusów już od 1977 działał na rynku amerykańskim, początkowo współpracując z Crown Coach Corporation, a następnie z Union City Body Company. W 1996 roku Ikarus wycofał się z uczestnictwa w spółce, a ta zmieniła nazwę na obecną.

## Modele
Obecnie produkowane pojazdy:
- BRT
- LFW
- Metro 45C
- 416
- Excel
- Sirius